# Hennenkopf (Kocheler Berge)
Der Hennenkopf ist ein 1613 m ü. NHN hoher zur Benediktenwandgruppe gehörender Gipfel in den Bayerischen Voralpen. Im Vergleich zum südwestlichen Nachbarn, der Benediktenwand, ist der Hennenkopf ein eher seltenerer begangener Gipfel und nicht ausgeschildert.
Der Hennenkopf ist von Benediktbeuern über das Tiefental oder die Tutzinger Hütte erreichbar. Alternativ kann der Gipfel ausgehend von Arzbach bestiegen werden. In jedem Fall muss im Gipfelanstieg eine leichte Kletterstelle (II UIAA-Skala) bewältigt werden.
Mit der direkt östlich benachbarten Probstenwand (1589 m) bildet der Hennenkopf einen Doppelgipfel.

## Galerie

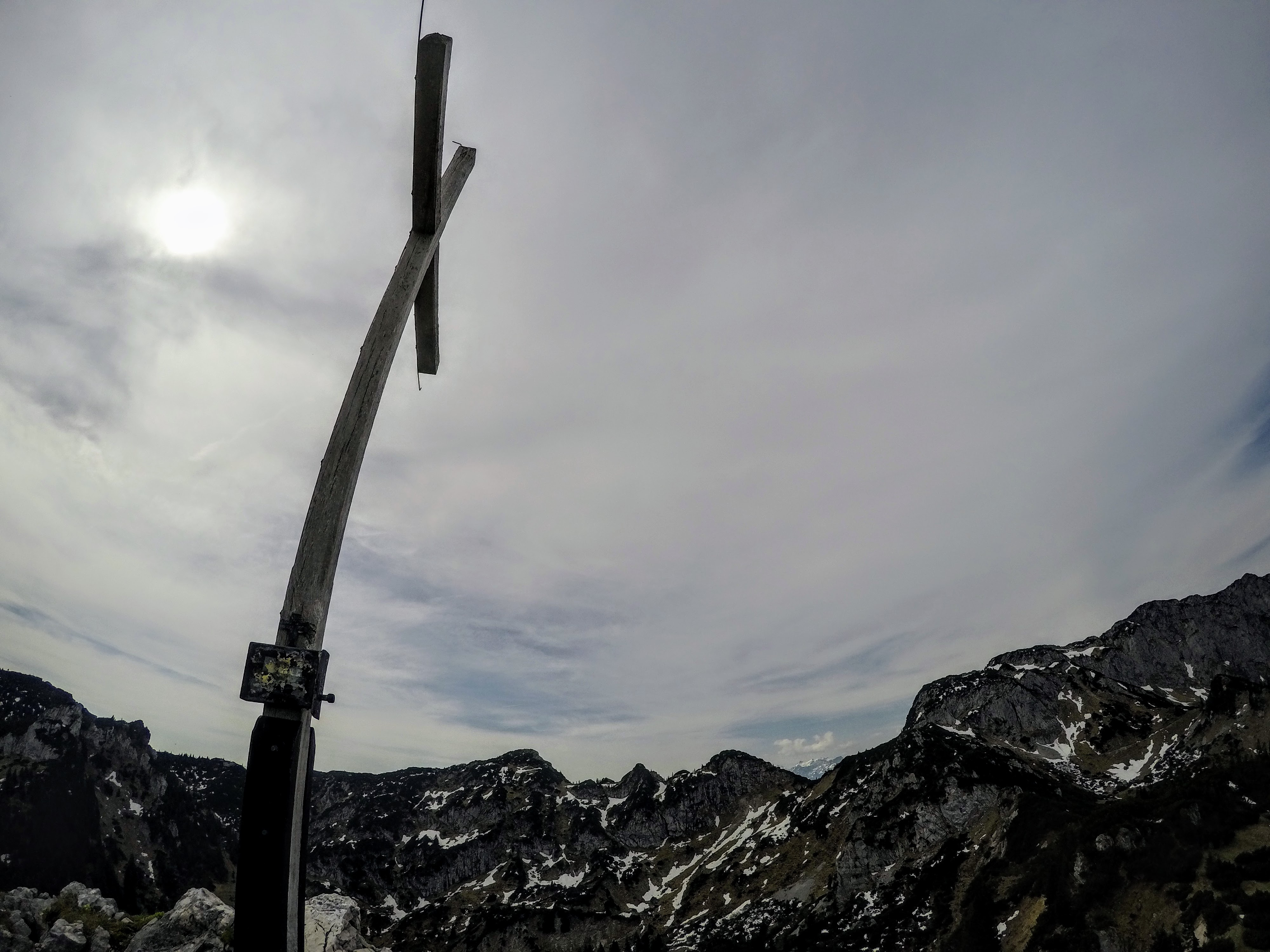
Hennenkopf, Gipfelkreuz